# رائول رودریگز
رائول رودریگز (انگلیسی: Raoul Rodriguez؛ زادهٔ ۱ february ۱۹۶۳ (۶۲ سال)) ورزشکار روئینگ اهل ایالات متحده آمریکا است.
وی در مسابقات کشوری و بین‌المللی در مجموع برندهٔ ۲ مدال نقره شده‌است.